# Regös
A Regös a regös szóból származik, a jelentése középkori énekmondó.

## Rokon nevek
- Regős:[1] a Regös újabb alakváltozata, lehet, hogy a Regő név hatására keletkezett.[2]

## Gyakorisága
Az 1990-es években a Regös és a Regős szórványos név, a 2000-es években nem szerepelnek a 100 leggyakoribb férfinév között.

## Névnapok
Regös, Regős
- augusztus 2.